# آی‌ای‌یو ۵۰۰۰
سیارک ۵۰۰۰ (به انگلیسی: 5000 IAU، نامگذاری:1987QN7) پنج هزارمین سیارک کشف شده‌است که در ۲۳ اوت ۱۹۸۷ کشف شد.
قدر مطلق سیارک برابر ۱۴٫۱۰ است.